# Hitzmain
Hitzmain (oberfränkisch: Hidsmah) ist ein Gemeindeteil der Großen Kreisstadt Kulmbach im Landkreis Kulmbach (Oberfranken, Bayern). Hitzmain liegt in der Gemarkung Katschenreuth.

## Geografie
Der Weiler liegt im breiten Talgrund des Roten Mains, der nördlich des Ortes vorbeifließt. Die Flur zwischen Hitzmain und dem Roten Main heißt Obere Bruckwiese. Eine Gemeindeverbindungsstraße führt zur Staatsstraße 2190 bei Katschenreuth (0,5 km nordwestlich) bzw. nach Windischenhaig (0,7 km südöstlich). Ein Anliegerweg führt nach Affalterhof (0,7 km östlich).

## Geschichte
Der Ort wurde 1361 als „Hyzmans“ erstmals urkundlich erwähnt. Dem Ortsnamen liegt der Personenname Hizman im Genetiv vor, d. h. „des Hizmans [Siedlung]“. 1740 wurde der Ort erstmals „Hitzmayn“ genannt, offensichtlich eine Angleichung an den Main, da der Personenname zu dieser Zeit nicht mehr geläufig war.
Gegen Ende des 18. Jahrhunderts bestand Hitzmain aus 5 Anwesen (3 Güter, 2 Halbgüter). Das Hochgericht übte das bayreuthische Stadtvogteiamt Kulmbach aus. Es hatte zugleich die Dorf- und Gemeindeherrschaft. Das Rittergut Thurnau war Grundherr sämtlicher Anwesen.
Von 1797 bis 1810 unterstand der Ort dem Justiz- und Kammeramt Kulmbach. Mit dem Gemeindeedikt wurde Hitzmain dem 1811 gebildeten Steuerdistrikt Melkendorf zugewiesen. 1812 erfolgte die Überweisung an den Steuerdistrikt Katschenreuth und der neu gebildeten gleichnamigen Ruralgemeinde. Am 1. Juli 1976 wurde Hitzmain im Zuge der Gebietsreform in Bayern nach Kulmbach eingegliedert.

### Einwohnerentwicklung
| Jahr      | 001809 | 001818 | 001861 | 001871 | 001885 | 001900 | 001925 | 001950 | 001961 | 001970 | 001987 |
| Einwohner | 24     | 33     | 34     | 30     | 23     | 19     | 24     | 30     | 27     | 21     | 30     |
| Häuser    |        | 5      |        |        | 5      | 5      | 5      | 4      | 4      |        | 7      |
| Quelle    | [ 12 ] | [ 8 ]  | [ 13 ] | [ 14 ] | [ 15 ] | [ 16 ] | [ 17 ] | [ 18 ] | [ 19 ] | [ 20 ] | [ 1 ]  |

## Religion
Hitzmain ist seit der Reformation evangelisch-lutherisch geprägt und nach St. Aegidius (Melkendorf) gepfarrt.